# Waiława
Waiława (biał. Ваілава; ros. Воилово, Woiłowo) – wieś na Białorusi, w obwodzie mińskim, w rejonie borysowskim, w sielsowiecie Msciż. W 2009 roku liczyła 20 mieszkańców.